# USS Conner (DD-72)
USS Conner (DD-72) – amerykański niszczyciel typu Caldwell. Jego patronem był komodor David Conner (1792–1856).
Zwodowano go 21 sierpnia 1917 w stoczni William Cramp & Sons Ship and Engine Building Company w Filadelfii, matką chrzestną była E. Diederich. Jednostka weszła do służby w US Navy 12 stycznia 1918, jej pierwszym dowódcą był Commander A. G. Howe.
Okręt był w służbie w czasie I wojny światowej. Działał jako jednostka eskortowa na wodach amerykańskich i europejskich.
Wycofany ze służby 21 czerwca 1922.
Wrócił do służby 23 sierpnia 1940. Wyposażony w Filadelfii. Przekazany władzom brytyjskim w ramach umowy niszczyciele za bazy 23 października 1940 w Halifaksie. Wszedł do brytyjskiej służby tego samego dnia jako HMS Leeds (G27).
Działał jako jednostka eskortowa m.in. na Morzu Północnym. W kwietniu 1945 odstawiony do rezerwy w Grangemouth. Złomowany w 1947.